# 古紙回収
古紙回収（こしかいしゅう）とは、リサイクルするために使用済みの紙類を回収することである。

## 歴史
奈良時代の『正倉院文書』の中には古紙を漉きかえした再生紙があるといわれ、平安時代には、故人から受け取った手紙を漉きかえした再生紙に写経したという例が残されている。当時は使用済みの紙を反故紙といい、それを漉きかえした再生紙を宿紙と呼んだ。当時は墨を除く技術がなかったため、薄墨紙、水雲紙とも呼ばれていた。紙は貴重品であったため、古紙の回収は当時から行われていたと考えられる。『宇治拾遺物語』には、平安時代に空也上人が街中の古紙を回収させ、漉きかえした紙に経文を書いたという逸話が記されている。
江戸時代になると、紙を買い集める「紙屑買い」や落ちている紙を拾う「紙屑拾い」といった紙を集める業者が現れている。

## 現在の状況
古紙回収は、一般家庭から発生する一般古紙と、廃棄物処理法に則って産業廃棄物として処理される産業古紙があり、それぞれ異なるルートを通り製紙会社に送られる。
一般家庭から発生する一般古紙は、2度のオイルショック以前は「ちり紙交換」という事業が古紙問屋などによって行われており、古紙とちり紙（トイレットペーパー）を交換するのが一般的であった。しかし近年の環境問題への意識の高まりなどによって、ちり紙交換だけではなく、新聞販売ルートでの回収や自治体による行政回収、子ども会等の団体による回収などさまざまなルートで回収が行われている。一方、小売業のダンボール古紙や印刷所の返本古紙など、事業者から大規模に発生する産業古紙は、専門の古紙回収業者によって回収される。いずれのルートの古紙も一旦古紙卸売業者のヤードに集積され、使用目的に応じた分別が行われる。
日本の2019年度の古紙回収率は79.5％、古紙利用率は64.4%となっており、314万トンの古紙を海外に輸出している。